# Bazylika La Mercé w Barcelonie
Bazylika La Mercè (pełna nazwa: kat. Basílica de la Mare de Déu de la Mercè, hiszp. La Basílica de Nuestra Señora de la Merced) – barokowy kościół katolicki w Barcelonie, w dzielnicy Barri Gòtic.

## Historia

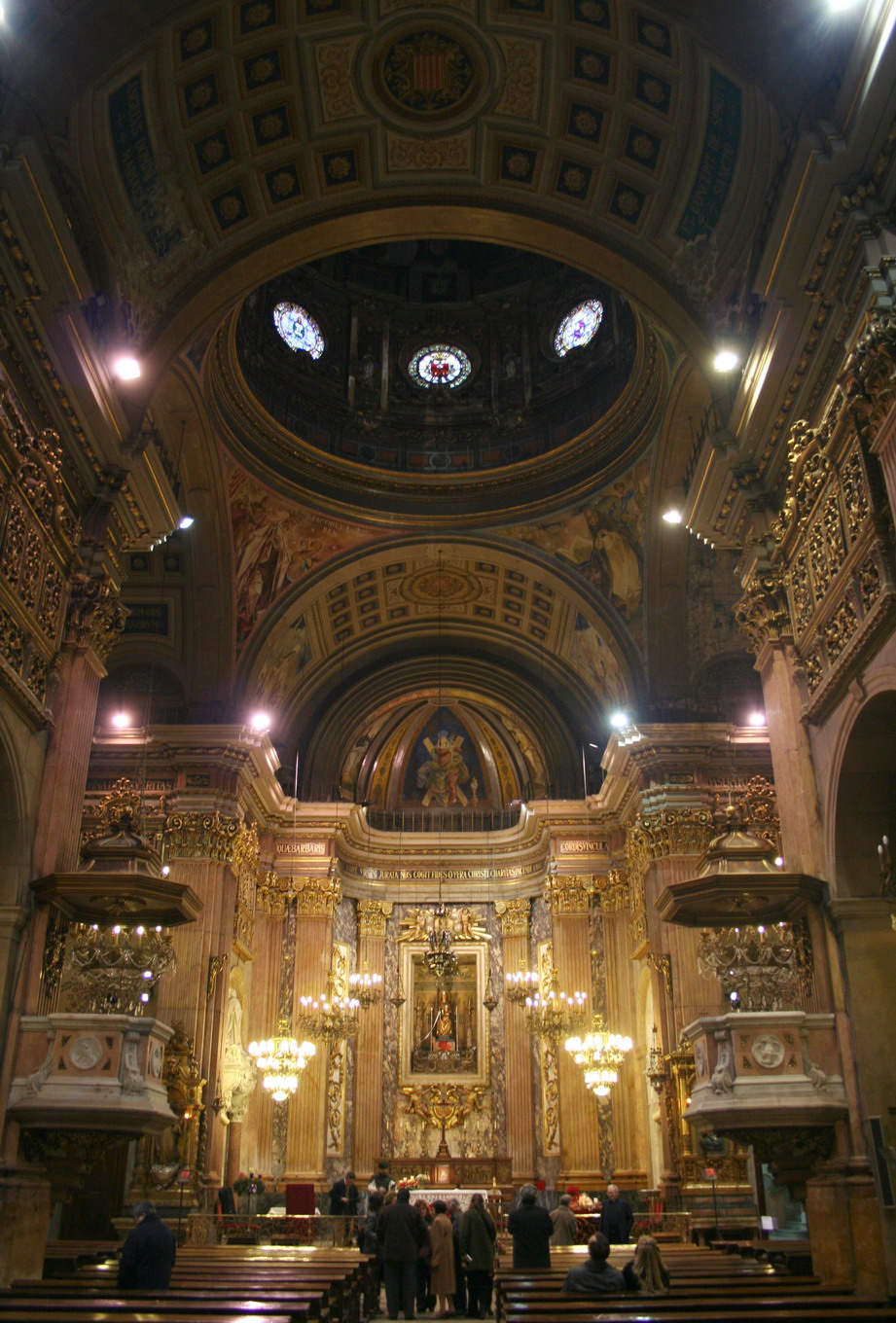
Wnętrze bazyliki

Pierwszy kościół w tym miejscu powstał w XIII wieku. Obecna bazylika jest jednak znacznie młodsza - została wybudowana w latach 1765-1775 według projektu Josepa Masa i Dordala. Poświęcona Maryi, patronce miasta, była od początku istnienia jednym z reprezentacyjnych kościołów Barcelony, wzniesionym według zaleceń kontrreformacji - pełnym przepychu, na planie krzyża łacińskiego. 
Pierwotnie przy kościele znajdował się klasztor mercedariuszy, zlikwidowany w 1835. Zabudowania klasztorne zostały wówczas zaadaptowane na szkołę, a następnie na cele wojskowe, które pełnią do dziś. W 1888 obiekt przeszedł remont i przebudowę, w czasie której powstała kopuła nad prezbiterium. Została ona zniszczona w czasie hiszpańskiej wojny domowej, a następnie odbudowana. 
W świątyni znajduje się otoczony kultem wizerunek Matki Boskiej Łaskawej, patronki kościoła. 

## Architektura
Kościół reprezentuje styl barokowy. Wejście do niego prowadzi przez drzwi główne obramowane portalem z dwoma korynckimi pilastrami i tympanonem. Pilastry takie, zestawione w pary, są głównym motywem zdobniczym fasady (łącznie cztery zestawienia na niższym poziomie fasady i dwa na wyższym). Centralny punkt elewacji stanowi owalne okno, częściowo obramowane płaskorzeźbami, trójkątny szczyt fasady wieńczy krzyż. Obiekt posiada kopułę z figurą Maryi nad prezbiterium oraz pojedynczą, ośmioboczną wieżę, część pierwszego kościoła na tym miejscu. Wnętrze świątyni jest urządzone w niezwykle wystawny sposób, z zespołem złoconych ołtarzy, mozaik i fresków na beczkowym sklepieniu i ścianach. 